# خانه عبادی آمل
خانه عبادی مربوط به دوره پهلوی است و در شهرستان آمل، منطقه سبزه میدان واقع شده و این اثر در تاریخ ۱۷ خرداد ۱۳۸۵ با شمارهٔ ثبت ۱۵۶۲۵ به‌عنوان یکی از آثار ملی ایران به ثبت رسیده‌است.در سال ۱۳۹۶، نخستین مجتمع فرهنگی و موزه شمال کشور و چهارمین مجتمع تلفیقی ایران به همراه جشنواره اقوام ایرانی در محل عمارت تاریخی عبادی آمل افتتاح شد.